# Linde (geslacht)
Linde (Tilia) is een geslacht van bomen uit de kaasjeskruidfamilie (Malvaceae). Lindesoorten komen voor op het noordelijk halfrond in Europa, Noord-Amerika en Azië. 

## Uiterlijke kenmerken
Linden zijn bladverliezende, hoge tot middelhoge bomen. Ze hebben over het algemeen een dichte kroon met veel twijgen. De meeste linden in Europa en de Amerikaanse linde groeien uit tot bomen van 25 à 30 (soms 40) meter hoog. Volgroeide bomen hebben grote kronen en dikke stammen (in Nederland met een omtrek van soms wel 6 meter). Linden van het Aziatische vasteland (bijv. T. chinensis, T. mongolica en T. oliveri) worden 10 tot 15 meter hoog. In Japan worden T. japonica en T. maximowicziana 20 tot 30 meter hoog. De kroonvorm van de verschillende soorten is over het algemeen breed, maar varieert van (ei-)rond tot pyramidaal en kegelvormig.
Hoewel de stam van de meeste linde-soorten zwaar en dik is, gaat deze niet altijd recht omhoog. Verschillende breed-uitdijende soorten hebben een stam die zich halverwege (of nog veel lager) splitst in zware opgaande stammen met zwaar afstaande gesteltakken.
De meeste linden groeien echter allemaal min of meer op dezelfde manier. Als ze goed in het licht staan ontwikkelt zich een verticale as van de eerste orde, waarlangs assen van de tweede orde radiaal aftakken in een hoek van 40 tot 80º. Takken van de derde orde staan ongeveer horizontaal in twee rijen. Omdat de lengtegroei van de tweede orde takken in eerste instantie minder is dan die van de primaire, krijgt de boom een conische vorm. Als de boom in de schaduw opgroeit, zullen de takken van de tweede orde ook in twee vlakken staan en een platte scheut vormen die horizontaal afbuigt. Pigott (2012) baseert zich hieromtrent op het werk van Harry Marshall Ward uit 1909, die de ontwikkeling van de vorm van allerlei soorten bomen beschrijft.
Jonge linden hebben een gladde bast. Pas als de boom ouder wordt krijgen de stam en de hoofdtakken verticale en soms diep gespleten schorsgroeven. Daartussen vormen zich eveneens verticale, vrij platte en tamelijk smalle schorsruggen. Er kan op oudere leeftijd bij soorten zoals T. x vulgaris en T. platyphyllos knobbelvorming optreden. Die grote tot zeer grote bobbels op de stam en de basis van de hoofdtakken zijn geheel overdekt met schubbige schorsplaatjes. Op die knobbels ontstaan in schorsspleetjes knoppen waaruit korte zomerloten ontspruiten. De kleur van de schors varieert van licht en zilverig tot grauw-grijs en bruinig-grijs.
Twijgen staan over het algemeen breed-spreidend. Ze zijn slank, maar stevig. Vanaf de basis dragen ze in afwisselende stand in twee rijen ruim geplaatste kortere zijtwijgen die naar de top overgaan in kortloten. Bij sommige soorten kunnen de twijgen wat dunner en slapper zijn, waardoor ze overhangen.  De twijgen zijn kaal of zacht behaard en kunnen geel, groen, (rood-)bruin tot bijna zwart-grauw zijn.

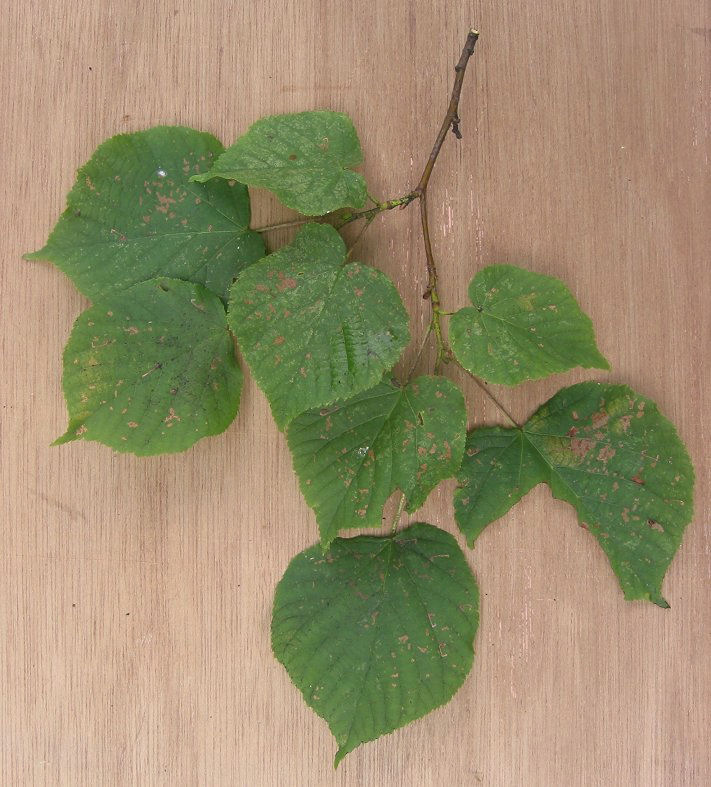
Tak van Hollandse linde

### Blad
Bladeren (en knoppen) afwisselend in twee rijen aan weerszijde op de twijgen geplaatst.
Bladeren hartvormig en handnervig. De bladrand is enkelvoudig gezaagd, soms getand of gelobd. De bladvoet is min of meer scheef, maar begint in tegenstelling tot de iep aan beide zijden van de bladsteel op gelijke hoogte aan de steel. De bladeren zijn, afhankelijk van de soort, van 3 à 6 cm lang en breed, tot 5 à 12 cm lang en breed; soms zijn de bladeren wat langer dan breed. Over het algemeen is de bladsteel vrij lang; maar bij T. cordata niet meer dan 1 tot 3 cm. Soms is de bladsteel langer dan de halve bladschijf. Bij een aantal soorten zijn blad en bladsteel bij het uitlopen donzig behaard. Die beharing verdwijnt later, of blijft alleen aan de onderzijde. 

In de nerfoksels, aan de onderzijde van de bladeren blijven bij veel soorten lichtgrijze, wittige of bruinige haartoefjes aanwezig, de acarodomatiën.  Daarin wonen mijten die een afweer tegen luizen en rupsen vormen.
De kleur van het blad is vaak frisgroen met een lichtere onderzijde, maar soms diep-groen met een wittige tot zilverwittige onderzijde (zilverlinde) of met een blauwgroene onderzijde (winterlinde).

### Bloei
Linden bloeien in de voorzomer, dus na de bladontwikkeling. De bloeiwijze ontwikkelt zich op jonge twijgen. In de regel zijn het hangende, okselstandige trosjes van kleine geel-witte of lichtgele bloemen aan een vrij lange, gemeenschappelijke steel. Met die steel is een tongvormig, vliezig en aanvankelijk bleekgroen schutblad vergroeid. De lengte waarover deze "bracteeën" met de bloemsteel zijn vergroeid, is een belangrijk determinatie-kenmerk voor de verschillende soorten linden.
De bloemtrosjes worden 7 tot 10 cm lang en bestaan uit 3 tot 15 kleine, tweeslachtige bloempjes. Ze zijn soms fijn viltig of donzig behaard. De bloempjes zijn vijftallig en hebben een losbladige bloemkroon, omgeven door vijf napvormige kelkblaadjes. 
Binnen de bloemkroon staan 10 of meer meeldraden, die minstens zo lang zijn als de kroonbladeren. Sommige soorten hebben staminodiën: steriele meeldraadachtige elementen, zonder helmknoppen. 
Het vruchtbeginsel is bovenstandig en loopt uit in één slanke stijl. Het is vijfhokkig. De stamper is gevormd uit meer dan één vruchtblad met een vijfdelige stempel.
In de kelkblaadjes bevinden zich kliertjes die nectar afscheiden, de bron van de lindebloesemhoning. Deze nectar is een belangrijke voedselbron voor bijen en hommels, maar laat in het seizoen zijn er vaak dode hommels onder lindebomen te vinden. Vroeger werd wel gedacht dat de nectar in die tijd giftig zou zijn, maar de zachte, zoetige geur van de lindebloesem blijft een sterke aantrekkingskracht uitoefenen ook als de nectar al op is. De hommels gaan dood van honger.

### Vrucht
De vrucht van de linde is een vrij klein, rond tot stomp-peervormig nootachtig vruchtje. Het wordt ongeveer 6 tot 10 mm lang en ongeveer even dik. Aan een vruchttros komen in de regel evenveel vruchtjes als er bloempjes waren. De vruchtwand is dun, of wat dikker, maar in rijpe, droge toestand gemakkelijk te verpulveren en bevat drie, soms vijf zaden. De vruchttros wordt bij rijping, mét de droge en vliezige bractee, (grauw-)grijs of dofgroen-grijs. De bractee dient als "draagvleugel" bij verspreiding door de wind.

## Taxonomie
In het Cronquist-systeem (1981-1998) vormde Tiliaceae een afzonderlijke familie met 35 à 40 geslachten en ongeveer 400 soorten. Die waren grotendeels van tropische origine. Bekend voorbeeld: de kamerlinde (Sparmannia africana). Van die familie kwam het geslacht Tilia alleen voor in de gematigde zone van het noordelijke halfrond.
Sinds de introductie van het APG-systeem in 1998 wordt Tilia beschouwd als een onderdeel van de sterk vergrote familie Malvaceae. id. APG II (2003) en APG III (2009). 
Het idee van een aparte familie voor Tilia en verwante geslachten leeft nog voort in het feit dat Tilioidae soms als een onderfamilie (van Malvaceae) wordt beschouwd. De exacte relatie tussen de verschillende subfamilies binnen de Malvaceae leek anno 2013 nog niet te zijn vastgesteld. Als een reactie op de introductie van de "superfamilie" der Malvaceae, besloot Heywood in 2007 om de Tiliaceae als familie te handhaven. In aansluiting daarop heeft Pigott in zijn gezaghebbende monografie van Tilia gekozen voor het handhaven van de Tiliaceae als familie, zelfs als die familie uitsluitend uit het geslacht Tilia zou moeten bestaan. Maar volgens Pigott moet ook Mortoniodendron, een genus van houtige gewassen uit Midden-Amerika, tot de familie gerekend worden; hij acht het zeer waarschijnlijk dat dit ook het geval is voor Craigia, een geslacht van Chinese bomen.

### Soorten
Het onderscheiden van lindesoorten is soms lastig. "Zelfs Linnaeus had er moeite mee."

Uit het overzicht dat De Jong in 1993 publiceerde blijkt duidelijk hoe groot de veranderingen in de taxonomie binnen het geslacht zijn. Hij meldt dat Hardin in 1990 het aantal soorten voor Amerika tot één had teruggebracht. Voor China is een totaal van 32 soorten beschreven. Hij verwacht dat ook het aantal Chinese soorten aanzienlijk zal afnemen bij nadere studie.
Aan het begin van de twintigste eeuw werden door Engler (1909) 25 soorten onderscheiden, waarvan anno 1992 er alweer vijf de status van synoniem hadden gekregen. In totaal werden op het moment van publicatie van de studies van De Jong ruim 60 soorten onderscheiden. In het derde deel van zijn overzicht van het geslacht Tilia bespreekt De Jong een tiental hybriden en daarnaast nog zes hybriden die (nog) onbenaamd waren.
Fontaine (1989) stelt het aantal soorten op 25 en noemt daarnaast een vijftal hybriden.
In The Hillier Manual of Trees & Shrubs wordt gesproken over ongeveer 45 soorten.
Het aantal cultivars van Tilia is aanzienlijk.
In de Benelux komen hoofdzakelijk de volgende soorten en hybriden voor:
- Amerikaanse linde (Tilia americana)
- Kleinbladige linde of winterlinde (Tilia cordata)
- Hollandse linde (Tilia × europaea)
- Grootbladige linde of zomerlinde (Tilia platyphyllos)
- Zilverlinde (Tilia tomentosa)
- Krimlinde (Tilia × europaea 'Euchlora')

De Hollandse linde is een soortkruising tussen de winter- of kleinbladige linde en de zomer- of grootbladige linde.
De diverse soorten kennen daarnaast diverse cultivars. Zo is de 'zwarte linde' een cultivar van de Hollandse linde, evenals de 'koningslinde' en de krimlinde.
De winter- of kleinbladige linde en de zomer- of grootbladige linde komen van nature in de Benelux voor. Ze behoren tot de grootste loofbomen en hebben hun biotoop met name in beekdalen. 
De linde kan zeer oud worden. Afhankelijk van de soort of variëteit kan ze 20 tot 30 meter hoog worden.

## Ecologische waarde
In juni bloeit de linde rijkelijk en wordt ze door bijen en hommels bestoven. Door voedselconcurrentie kunnen onder laatbloeiende lindebomen veel dode hommels liggen, vooral onder alleenstaande bomen. Doordat er meer energie bij het rondvliegen verbruikt wordt dan er in de vorm van nectar verzameld kan worden, verhongeren deze hommels namelijk.

## Vermeerdering
De boom vermeerdert zich door zaden en door wortelopslag, maar wordt ook vegetatief vermeerderd door stekken. Aan de steel van de bloeiwijze zit een langwerpig blaadje dat, als de rijpe vruchtjes naar beneden vallen, zorgt voor een tollende beweging, waardoor de zaden langer in de lucht blijven en dus door de wind verder verspreid kunnen worden. Het blaadje is voor een deel vergroeid met de steel van de bloeiwijze.

## Gebruik

### Boom
De linde wordt veel gebruikt als leiboom. Dan wordt ze wel leilinde genoemd. Takken worden hierbij horizontaal gebogen en aan een frame vastgemaakt. In volgende jaren worden de scheuten op de stam en scheuten die de verkeerde kant op groeien gesnoeid. Op die manier ontstaat een dicht bladerscherm, dat met name in de zomer verkoeling in huis biedt. Ook komen er knotlindes voor het beschaduwen van vee, markten of terrassen voor.
Lindes worden veelvuldig aangeplant als herdenkingsboom. Zo heeft Staatsbosbeheer de Nederlandse gemeenten een 'koningslinde' aangeboden ter gelegenheid van de geboorte van prinses Amalia. In 260 van de 403 gemeenten van Nederland is deze op de Nationale Boomfeestdag geplant.

### Bloemen
Voordat de raffinage van suiker haar intrede deed, was de linde een belangrijke boom omdat de lindebloei veel honing produceert.
Van de bloemen van de linde kan kruidenthee gemaakt worden, ook wel tilleul genaamd, de Franse naam voor linde (afgeleid van de geslachtsnaam 'Tilia').

### Hout

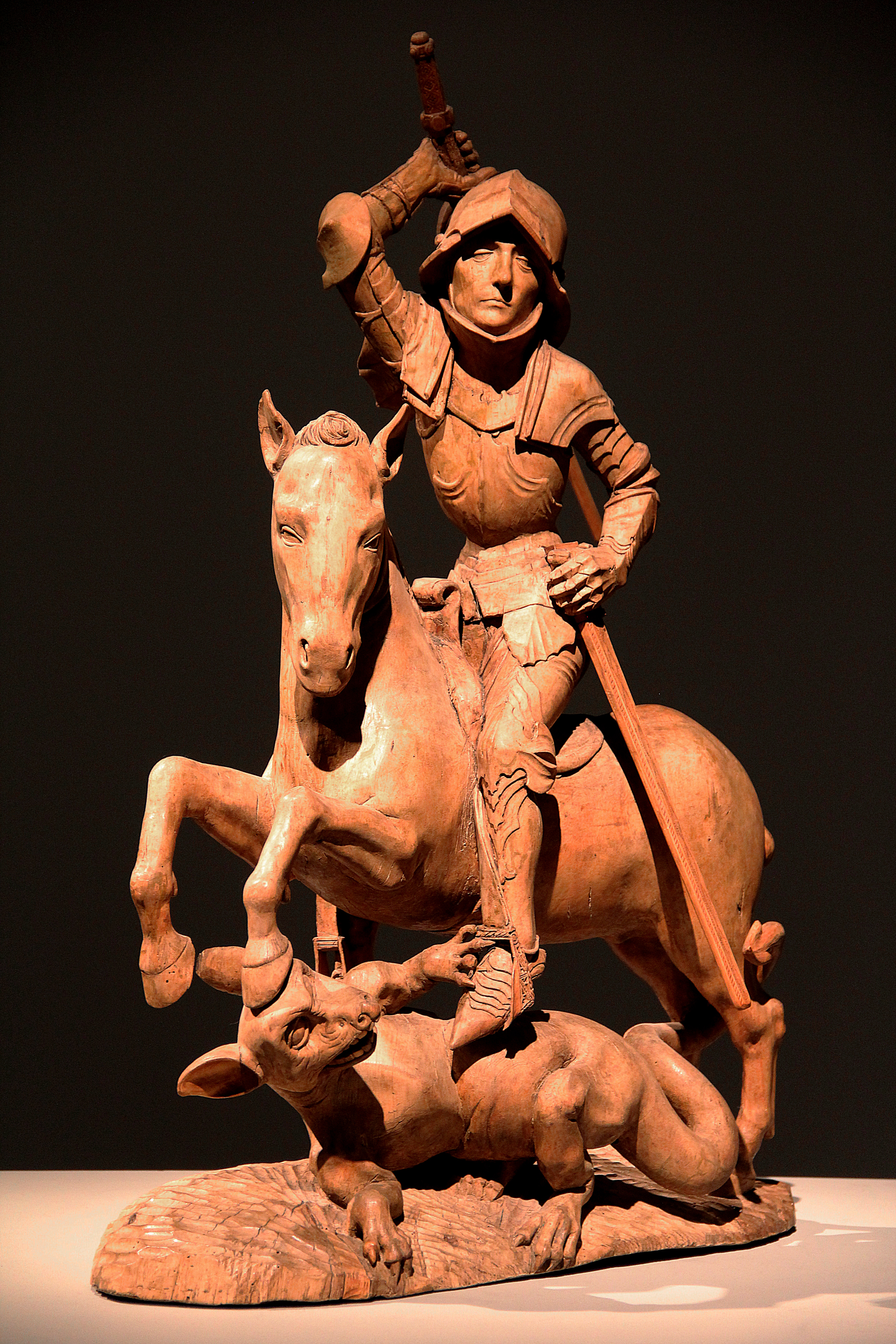
Beeld van Joris en de draak, circa 1490 door Tilman Riemenschneider

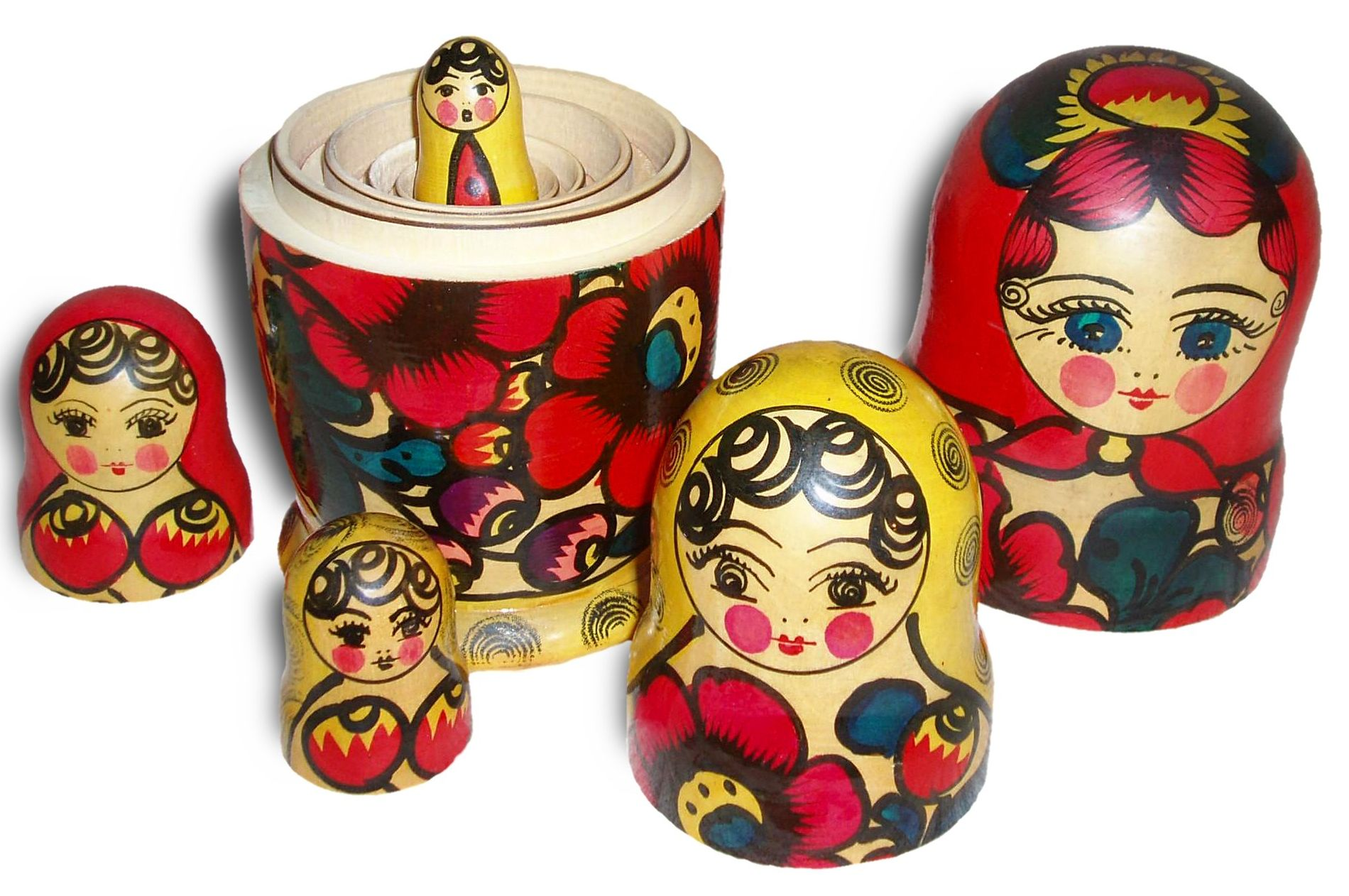
Matroesjka, een klassieke toepassing van lindehout

Het kernhout is rozewit tot geelwit en het spinthout wit tot lichtbruin. Een kubieke meter vers hout weegt bijna duizend kilo; gedroogd weegt het ongeveer de helft. Het hout is vrij zacht, heeft een fijne nerf en is gelijkmatig opgebouwd. Tevens splintert het amper tot niet. Linden is een houtsoort die zich zeer goed leent voor houtsnijwerk, draaiwerk en beeldhouwwerk. Zo worden bijvoorbeeld de Russische matroesjka's uit lindehout vervaardigd.
In het verleden werden er onder andere klompen uit vervaardigd.
Stoppen van wijnvaten werden traditioneel gedraaid van lindehout. Ze werden gebruikt, omwikkeld met een gedroogd blad van een maiskolf.
Lindehout wordt veel gebruikt in de bouw van tokkelinstrumenten zoals klavecimbel en spinet.

## Monumentale linden

### Nederland

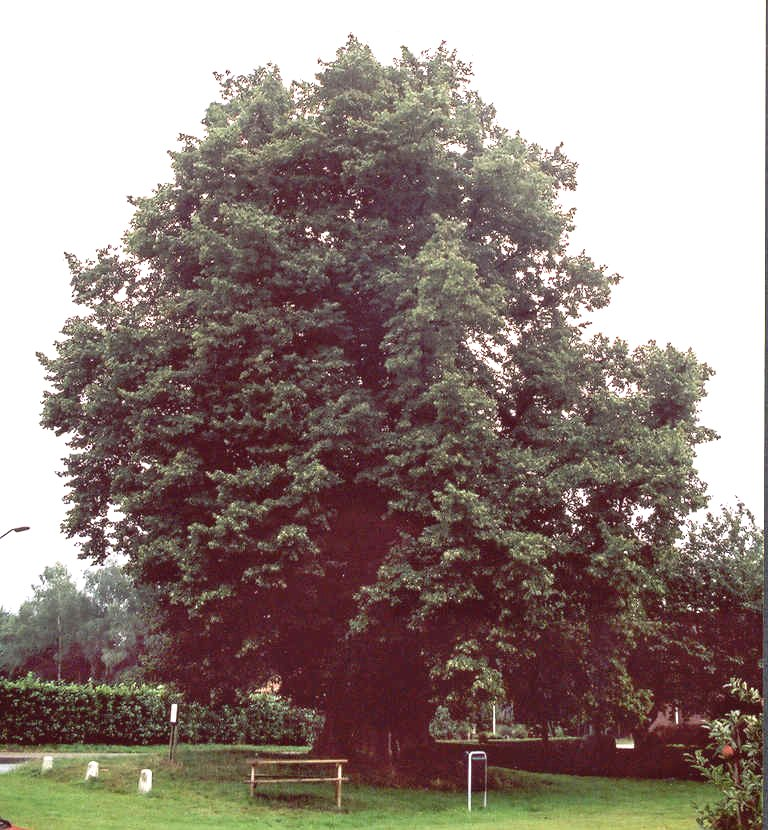
Linde van Sambeek

De linde van Sambeek (gemeente Boxmeer) wordt vaak de oudste boom van Nederland genoemd. Of dat waar is kan niemand met zekerheid zeggen, want de leeftijdsbepaling wordt bemoeilijkt doordat de boom hol is van binnen en het dus niet mogelijk is om de jaarringen te tellen. Wel is zeker dat deze boom samen met een handvol andere tot de oudste van Nederland behoort. De leeftijd blijft een schatting: sommigen beweren dat de boom wel meer dan 1000 jaar oud kan zijn, maar deskundigen houden het op 400 tot 500 jaar, met als meest waarschijnlijke schatting 418 ± 20 jaar. Het is in elk geval de dikste linde van Nederland, met een stamomvang van 791 cm.

Oorspronkelijk was de linde van Sambeek een etagelinde, in drie etages. Bij een hevige storm in 1901 zijn echter de bovenste twee etages gesneuveld. In het centrum van de holle stam is kort daarna een nieuwe stam ontsproten uit het oude wortelstelsel; dit is inmiddels zelf weer een forse boom van circa 2,5 meter omtrek. De hoogte is nu zo'n 24 meter. Vanaf de jaren zeventig van de vorige eeuw is de linde vele malen door boomchirurgen onder handen genomen. Door deze ingrepen wordt de boom nu bij elkaar gehouden door vele meters staal.
Ook in de gemeente Bergen (Noord-Holland) staat een linde met een zeer hoge leeftijd. De boom is geplant in 1643.
De linde van Etten-Leur wordt moeierboom genoemd en is een zomerlinde. De moeierboom in Etten-Leur is in 2020 verkozen tot boom van het jaar en dingt mee naar de titel Europese boom van het jaar. De moeierboom staat op de Markt in Etten-Leur op de plek waar misdadigers werden veroordeeld of vrijgesproken. De boom is ongeveer in 1675 aangeplant. De boom is de oudste van 1350 linden in verschillende soorten die Etten-Leur rijk is. De boom is getuige geweest van vele gebeurtenissen. Vincent van Gogh heeft deze boom in zijn prille jeugd mogen aanschouwen. De boom is in zijn geschiedenis zijn top kwijtgeraakt mogelijk door bliksem of storm, anders was hij zeker 20 meter hoog geworden. Vanwege de leeftijd worden de takken ondersteund door een ijzeren frame. Wel heeft de boom zijn kenmerkende kroonvorm mogen behouden.  Hij (of zij) wordt regelmatig onderhouden en gesnoeid. Uit het snoeihout zijn in de loop van de tijd vele telgen ontstaan, mogelijk komt daar de naam moeierboom vandaan. Een Etten-Leurse likeur is naar de moeierboom vernoemd.

### België
Zoals ook voor andere bomen het geval is, zijn de oudste en grootste exemplaren in België ouder en dikker dan in Nederland. De dikste zomerlinde van België, le tilleul de Conjoux, staat nabij Ciney en heeft een stamomtrek van 885 cm en is daarmee de op twee na dikste boom van België. De grootste Hollandse linde in België staat naast het kerkje van het gehucht Doyon in Havelange en heeft een omtrek van 867 cm.
In de Antwerpse gemeente Zoersel stond een befaamde linde; toen ze in 1974 werd gekapt, zou ze 800 jaar oud zijn geweest. Die boom is nu een gebeeldhouwde dorpslinde geworden. Pol Van Esbroeck en Mariëtte Coppens, twee beeldhouwers bewerkten de stam en de takken. De stam vertelt nu de geschiedenis van het dorp Zoersel. De takken zijn intieme meesterwerken met episodes van de roman De loteling van Hendrik Conscience, die zich deels in Zoersel afspeelt. De kunstwerken kregen er een eigen vertelmuseum. Naast die van Zoersel zijn er nog twee gebeeldhouwde monumentale bomen in Europa, in Chalon-sur-Saone en in Le Caylar.

### Duitsland
Vlak over de grens bij het Groningse Bourtange, in Heede (Nedersaksen) staat een zomerlinde die wel beschouwd wordt als de oudste en dikste linde van Europa: de Heeder linde. De boom is volgens sommige schattingen "duizend jaar" oud; waarschijnlijker is een ouderdom van 600 tot 800 jaar. De boom was in 2004 26 meter hoog en 35 meter breed. De stamomvang is lastig te meten doordat de stam zich vanaf de wortelaanzet verbreed en bovendien vergroeid is. Metingen uit de eerste decennia van de 21ste eeuw geven een stamomtrek van 17 tot 18 meter.

## Ziekten

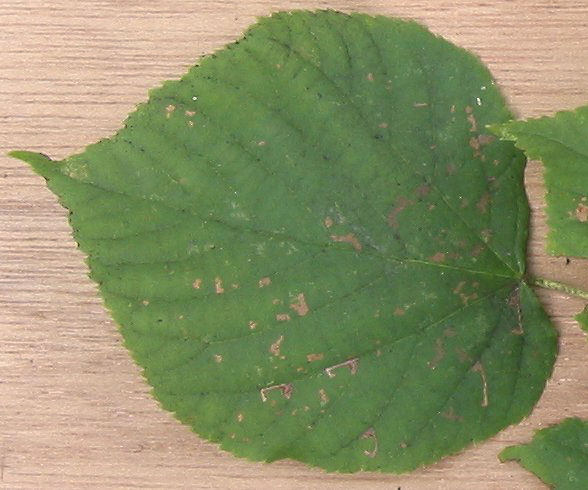
aangevreten blad van Hollandse linde

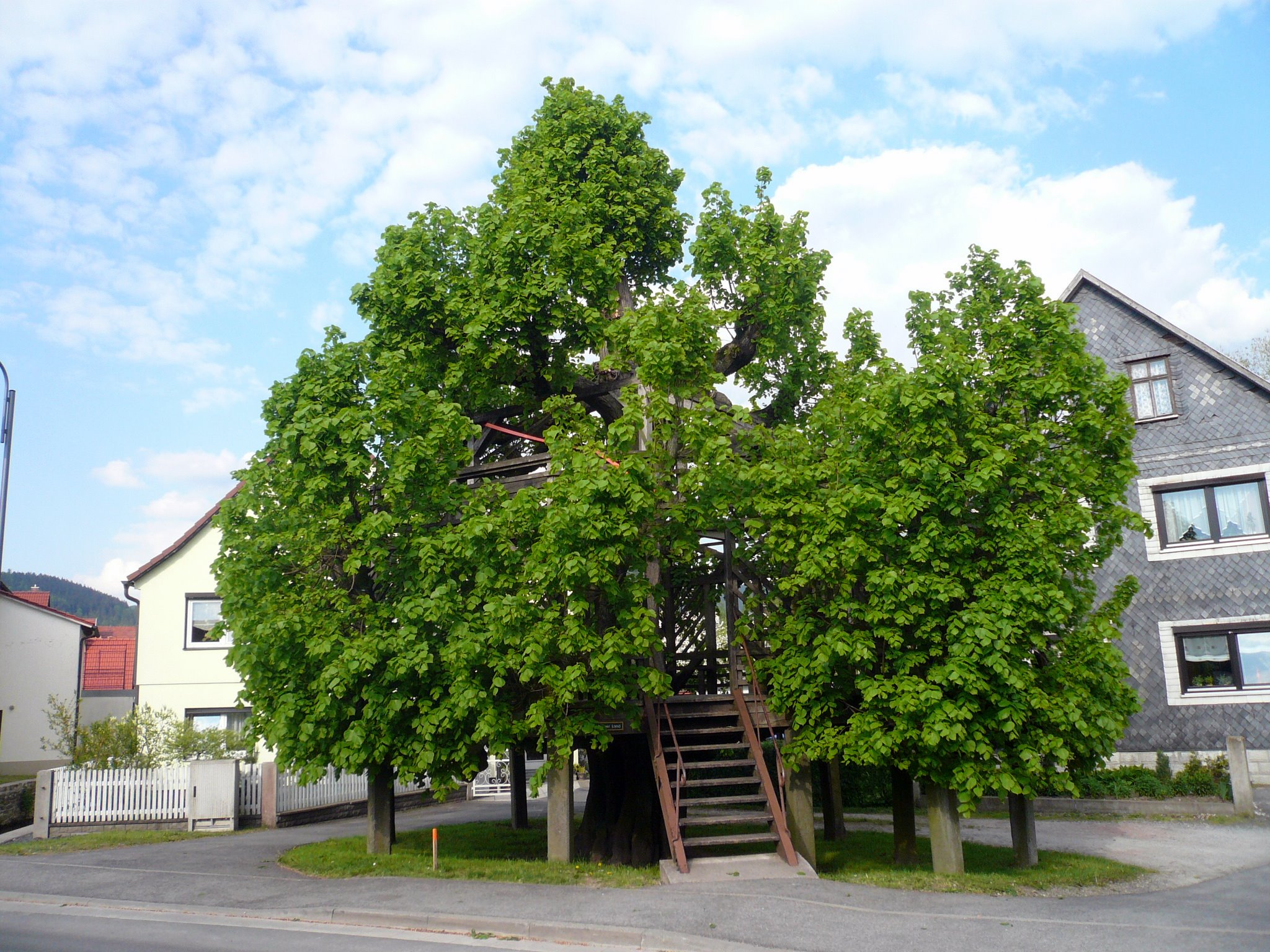
Tanzlinde, een dans- en gerechtslinde Sachsenbrunn

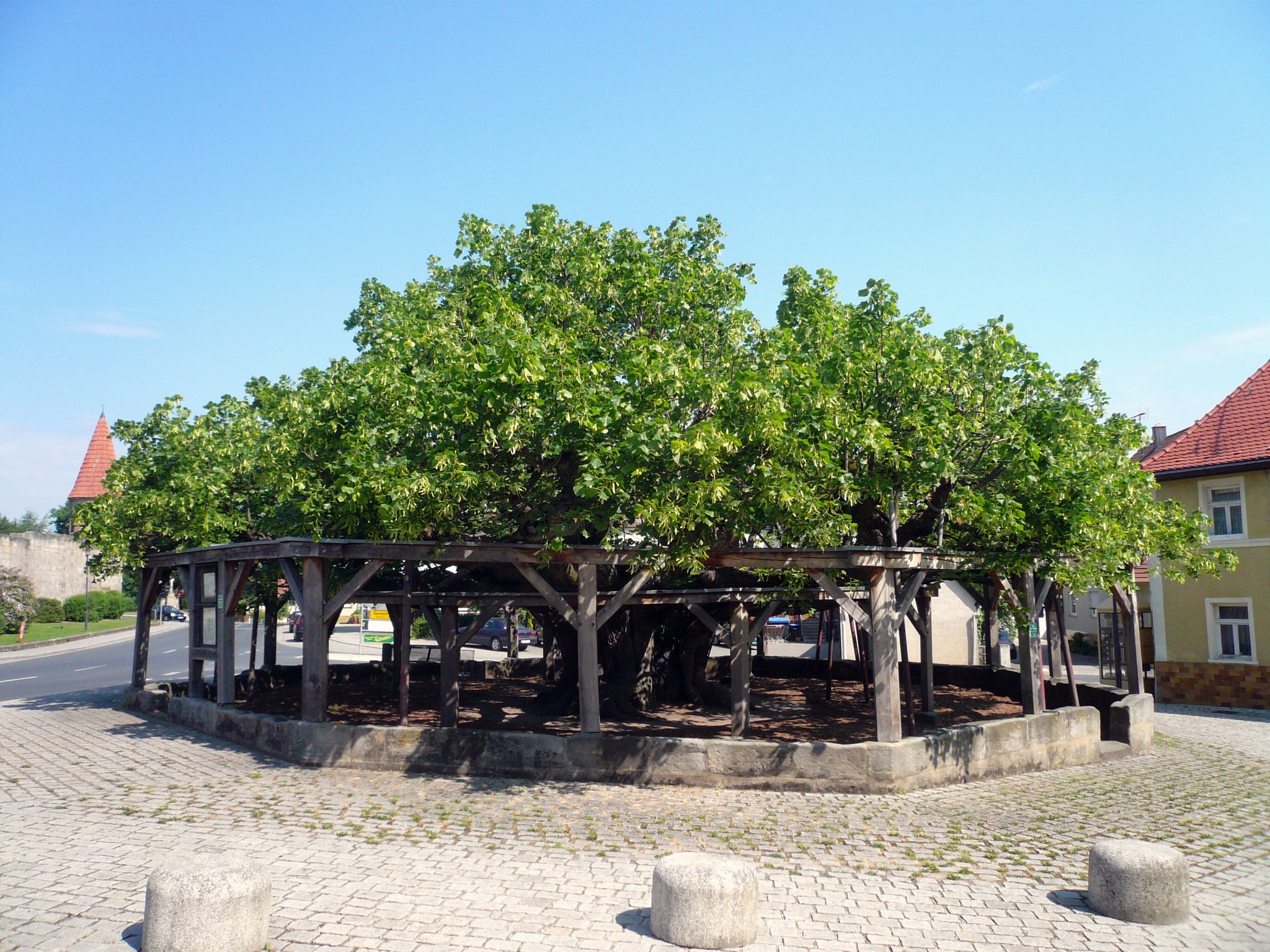
Tanzlinde in Schenklengsfeld, 1200 jaar oud

De linde kan aangetast worden door de lindebladluis (Eucallipterus tiliae). De zilverlinde heeft hier weinig last van. De lindebladluis scheidt honingdauw af, een suikerhoudend vocht, af, waarop weer schimmels zoals roetdauw groeien. De honingdauw kan voor zeer veel overlast zorgen.
Bastaardrupsen van de lindebladwesp (Caliroa annulipes) vreten het bladmoes vanaf de onderzijde weg, skeletteren genoemd.
Bij langdurige droogte en in warmteperioden kan de linde aangetast worden door spint (Eotetranychus tiliarum).

## Historische en culturele betekenis

### Religie
De lindeboom werd bij de Kelten en de Germanen gezien als heilige boom. De godin Freya zou zich erin gevestigd hebben. De geest van de linde gold als beschermer voor huizen, bronnen en kerken. Ook later werd de lindeboom als 'goede boom' beschouwd. Er werd recht gesproken door middel van een Vierschaar en andere plechtigheden werden er gehouden waaronder het sluiten van huwelijken; de duimen van de geliefden werden dan in de bast gedrukt. Een lindetak zou tevens helpen als middel tegen tandpijn bij kinderen en het werd, in amuletvorm, gebruikt als bescherming tegen zwarte magie en geesten. Het katholicisme heeft de linde geïncorporeerd als een symbool van eeuwig leven. In een aantal plaatsen (abdijen) in Brabant heeft de opstelling van de boom of bomen een relatie met het getal 33, de leeftijd van Jezus bij zijn kruisiging.

### Muziek
De lindeboom is in volksliedjes talloze malen bezongen, maar ook in bijvoorbeeld Schuberts Der Lindenbaum (Am Brunnen vor dem Tore ) uit de Winterreise op tekst van Wilhelm Müller. De lindeboom staat eveneens centraal bij Gustav Mahler in diens Lieder eines fahrenden Gesellen (Die zwei blauen Augen). De lindeboom verwijst vaak naar een (voorbije) liefde. In 2003/2004 bezong de Moldavische jongensgroep O-Zone de lindeboom in de zomerhit Dragostea din tei: "Liefde onder de lindeboom".

### Heraldiek
Tevens komt de lindeboom voor in de heraldiek. Zo bevatten onder andere de wapens van Opmeer, Aalten, Stede Broec, Olst-Wijhe, Delden, Noorder-Koggenland en Prinsenbeek een of meerdere lindebomen.

### Folklore
Er bestaat een legende over een zeer oude lindeboom in Wessobrunn.
... · 
T. americana var. americana (Amerikaanse linde) · 
T. amurensis (amoerlinde) · 
T. cordata (winterlinde) · 
T. dasystyla (Kaukasische linde) · 
T. ×europea (krimlinde) · 
T. platyphyllos (zomerlinde) · 
T. tomentosa (zilverlinde) · 
T. ×vulgaris (Hollandse linde) · 
...
... · 
Abelmoschus · 
Abroma · 
Abutilon · 
Acaulimalva · 
Acropogon · 
Akrosida · 
Allosidastrum · 
Allowissadula · 
Apeiba · 
Ayenia · 
Bakeridesia · 
Adansonia (Baobab) · 
Alcea · 
Althaea (Heemst) · 
Anisodontea · 
Anoda · 
Argyrodendron · 
Bastardia · 
Berrya · 
Bombax · 
Brachychiton · 
Brownlowia · 
Burretiodendron · 
Byttneria · 
Callirhoe · 
Carpodiptera · 
Cavanillesia · 
Ceiba · 
Chiranthodendron · 
(Chorisia) · 
Cola · 
Colona · 
Commersonia · 
Corchorus · 
Craigia · 
Cristaria · 
Cullenia · 
Diplodiscus · 
Dombeya · 
Duboscia · 
Durio · 
Entelea · 
Eremalche · 
Eriolaena · 
Eriotheca · 
Firmiana · 
Franciscodendron · 
Fremontodendron · 
Fuertesimalva · 
Glyphaea · 
Gossypium (Katoenplant) · 
Grewia · 
Guichenotia · 
Gynatrix · 
Gyranthera · 
Hampea · 
Hannafordia · 
Helicteres · 
Heliocarpus · 
Herissantia · 
Heritiera · 
Hermannia · 
Hibiscadelphus · 
Hibiscus · 
Hildegardia · 
Hoheria · 
Horsfordia · 
Howittia · 
Huberodendron · 
Iliamna · 
Keraudrenia · 
Kleinhovia · 
Kokia · 
Kosteletzkya · 
Kostermansia · 
Kydia · 
Lagunaria · 
Lasiopetalum · 
Lavatera · 
Lawrencia · 
Lebronnecia · 
Luehea · 
Lysiosepalum · 
Macrostelia · 
Malacothamnus · 
Malope · 
Malva (Kaasjeskruid) · 
Malvaviscus · 
Malvella · 
Matisia · 
Megistostegium · 
Melhania · 
Melochia · 
Microcos · 
Nayariophyton · 
Nesogordonia · 
Ochroma · 
Pachira · 
Palaua · 
Pavonia · 
Pentace · 
Pentaplaris · 
Phragmotheca · 
Phymosia · 
Pseudobombax · 
Pterospermum · 
Pterygota · 
Quararibea · 
Radyera · 
Reevesia · 
Rhodognaphalon · 
Robinsonella · 
Rulingia · 
Scaphium · 
Scaphopetalum · 
Schoutenia · 
Scleronema · 
Senra · 
Sida · 
Sidalcea · 
Sparrmannia · 
Sphaeralcea · 
Sterculia · 
Symphyochlamys · 
Talipariti · 
Theobroma · 
Thespesia · 
Thomasia · 
Tilia (Linde) · 
Triplochiton · 
Triumfetta · 
Trochetia · 
Trochetiopsis · 
Urena · 
Waltheria · 
Wercklea · 
Wissadula · 
...